# Impozycja

Impozycja szesnastostronnicowej publikacji na dwóch arkuszach

Impozycja, składkowanie, montaż elektroniczny – zaprojektowanie w programie DTP obrazu całego arkusza druku. Może to być zarówno praca wieloużytkowa, jak i układ stron składki.
Impozycja jest procesem żmudnym, wymagającym dużego skupienia i w związku z tym – w wypadku ręcznego wykonywania – podatnym na błędy. Jednak na większą skalę jest procesem w dużym stopniu powtarzalnym, stąd powstało wiele samodzielnych programów, a także plug-inów i skryptów, które pozwalają na automatyzację impozycji plików zapisanych w wielu różnych formatach graficznych.